# Robiquetia adelineana
Robiquetia adelineana är en orkidéart som beskrevs av P.O'byrne. Robiquetia adelineana ingår i släktet Robiquetia och familjen orkidéer. Inga underarter finns listade i Catalogue of Life.